# Канта (провинция)
Канта (исп. Provincia de Canta, кечуа Kanta pruwinsya) — одна из 9 провинций перуанского региона Лима. Площадь составляет 1 687,29 км². Население по данным на 2007 год — 13 513 человек. Плотность населения — 8,01 чел/км². Столица — одноимённый город.

## География
Расположена в центральной части региона. Граничит с регионом Хунин (на востоке) и провинциями: Уараль (на севере), Уарочири (на юге) и Лима (на западе).

## Административное деление
В административном отношении делится на 7 районов:
- Канта
- Арауай
- Уамантанга
- Уарос
- Лачаки
- Сан-Буэнавентура
- Санта-Роса-де-Кивес